# Mass Effect 3
Mass Effect 3 är ett actionrollspel från 2012, utvecklat av BioWare och distribuerat av Electronic Arts. Det är den tredje och sista delen av Mass Effect-serien, och som avslutar berättelsen om Commander Shepard. Spelet gavs ut under mars 2012 för Xbox 360, Playstation 3 och Microsoft Windows, och i slutet av året till Wii U.

## Röstskådespelare
| - Mark Meer – Manlig Commander Shepard - Jennifer Hale – Kvinnlig Commander Shepard - Martin Sheen – The Illusive Man - Seth Green – Jeff "Joker" Moreau - Keith David – David Anderson - Ali Hillis – Liara T'Soni - Kimberly Brooks – Ashley Williams - Raphael Sbarge – Kaidan Alenko - Brandon Keener – Garrus Vakarian/Archangel - Liz Sroka – Tali'Zorah vas Normandy/nar Rayya - Steve Barr – Urdnot Wrex - Yvonne Strahovski – Miranda Lawson - Adam Lazarre-White – Jacob Taylor - William Salyers – Mordin Solus - Courtenay Taylor – Jack/Subject Zero - Steven Blum – Grunt - Keythe Farley – Thane Krios - D.C. Douglas – Legion - Maggie Baird – Samara - Natalia Cigliuti – Morinth - Robin Sachs – Zaeed Massani - Kym Lane – Kasumi Goto | - Tricia Helfer – EDI - Freddie Prinze Jr. – James Vega - Ike Amadi – Javik/The Prothean - Bill Ratner – Ambassador Donnel Udina - Lance Henriksen – Admiral Steven Hackett - Jan Alexandra Smith – Councilor Tevos - Armin Shimerman – Councilor Valern - Alastair Duncan – Councilor Sparatus - Jeff Page – Conrad Verner - George Szilagyi – Captain Kirrahe - Cara Pifko – Yeoman Kelly Chambers - Carrie-Anne Moss – Aria T'Loak - Carolyn Seymour – Dr. Karin Chakwas - Michael Hogan – Captain Armando Bailey - Shoreh Aghdashloo – Admiral Shala'Raan vas Tonbay - April Banigan – Khalisah Bint Sinan al-Jilani - Matthew Del Negro – Steve Cortez - Alix Wilton Regan – Samantha Traynor - Jessica Chobot – Diana Allers - Troy Baker – Kai Leng - Grey DeLisle – Kahlee Sanders |